# Кошки-мышки (мультфильм)
«Кошки-мышки» — мультипликационный фильм, поставленный в 1975 году на студии ТО «Экран» режиссёром Георгием Синельниковым по мотивам пьесы для детей Ефима Чеповецкого «Мышонок Мыцик».
В мультфильме соединены живые съёмки и кукольная анимация.

## Сюжет
У тёти Марины в шкафу были самые нужные продукты — рис, вермишель, перловка и ещё что-то. Она варила по утрам молочную кашу и ужасно боялась мышей. А вот мышки тётю Марину совершенно не боялись, особенно та, которая жила в её квартире и чувствовала себя чуть ли не хозяйкой дома. И тогда тётя Марина решила избавиться от мышки и купила маленького котёнка, думая, что это испугает нахалку, и она уйдет. Но мышка не ушла, а напротив, подружилась с котёнком, и вместе они стали безобразничать, играть и веселиться. Однажды доигрались они до того, что нарисовали на портрете тёти Марины усы, что её очень обидело, и она наказала проказников. Тогда обиделись котёнок с мышкой и ушли из дому. Но жизнь на улице оказалась не сахаром, было холодно, хотелось есть. Обиженные герои уже готовы были бы и вернуться, но страх, что их не примут, и гордость не позволяли им сделать это. Однако вскоре они увидели объявление от хозяйки, которое решило все проблемы и они вернулись домой. Друзья помирились с тётей, перестали проказничать и стали дружить ещё крепче.

## Создатели
| Автор сценария       | Валерий Приёмыхов                                                      |
| Режиссёр             | Георгий Синельников                                                    |
| Экранизация пьесы    | Ефима Чеповецкого                                                      |
| Художник-постановщик | Борис Акулиничев                                                       |
| Оператор             | Валерий Шаров                                                          |
| Композитор           | Виталий Корзин                                                         |
| Звукооператор        | Нелли Кудрина                                                          |
| Ассистенты           | Татьяна Абалакина, Юрий Серебряков, Любовь Стефанова, Валерий Токмаков |
| Автор текста песен   | Анатолий Добрович                                                      |
| Монтажёр             | Нина Бутакова                                                          |
| Редактор             | Александр Тимофеевский                                                 |
| Директор             | Галина Кожина                                                          |

## Роли озвучивали
| Актёр            | Роль            |
| ---------------- | --------------- |
| Ева Синельникова | Мышонок         |
| Всеволод Абдулов | Котёнок         |
| Пётр Вишняков    | текст от автора |

## Телепоказы
Мультфильм транслировался на российском телеканале «Культура».

## Переиздания на DVD
Мультфильм вошёл в одноимённый сборник мультфильмов, изданный компанией «Крупный план» в 2006 году.